# Belleville (Arkansas)
Belleville is een plaats (city) in de Amerikaanse staat Arkansas, en valt bestuurlijk gezien onder Yell County.

## Demografie
Bij de volkstelling in 2000 werd het aantal inwoners vastgesteld op 371.
In 2006 is het aantal inwoners door het United States Census Bureau geschat op 379,.

## Geografie
Volgens het United States Census Bureau beslaat de plaats een oppervlakte van
4,8 km².